# 로스 아뇨스 펠리세스
《로스 아뇨스 펠리세스》(스페인어: Los años felices)은 1984년 방영된 멕시코의 텔레노벨라이다.